# Elly M. Berkhuijsen
Elly M. Berkhuijsen (* 1937 in Den Haag) ist eine niederländische Radioastronomin und war Mitarbeiterin am Max-Planck-Institut für Radioastronomie. Sie promovierte 1971 mit A study of the galactic radiation and the degree of polarization at 820 MHz with special reference to the loops and spurs unter Jan Hendrik Oort.
Nach ihr ist der Asteroid (3604) Berkhuijsen benannt.

## Werke (Auswahl)
- The interstellar medium in M31 and M33. mit Rainer Beck und René Walterbos. Aachen 2000.
- Structure and Properties of Nearby Galaxies. mit Richard Wielebinski. Dordrecht 1978.
- Rainer Beck, Elly M. Berkhuijsen, Richard Wielebinski: Distribution of polarised radio emission in M31. In: Nature. Band 283, Nr. 5744, 1980, S. 272–275, bibcode:1980Natur.283..272B.